# E-Bow the Letter
E-Bow the Letter è un brano della band statunitense R.E.M.. La canzone è il primo singolo estratto dal decimo album della band New Adventures in Hi-Fi (1996). La parte femminile nel brano è eseguita dalla cantante Patti Smith.

## Descrizione
La canzone è dedicata a River Phoenix, scomparso nel 1993. La scritta "For River" è visibile sullo specchietto retrovisore della copertina del singolo.
Il titolo della canzone si riferisce all'E-Bow, un piccolo dispositivo che genera un campo elettromagnetico in grado di far vibrare le corde di metallo delle chitarre elettriche, creando così un effetto simile a un violino; e ad una "lettera mai inviata" a River Phoenix da parte di Michael Stipe. Il chitarrista Peter Buck può essere visto usare l'E-Bow nel video della canzone all'incirca tra 1:27 e 1:30.

## Tracce

### 7", Cassette and CD Single
1. "E-Bow the Letter" – 5:22
2. "Tricycle" – 1:59

### 12" and CD Maxi single
1. "E-Bow the Letter" – 5:22
2. "Tricycle" – 1:59
3. "Departure" – 3:35
4. "Wall of Death"(Richard Thompson) – 3:07

## Classifiche
| Classifica (1996)               | Posizione massima |
| ------------------------------- | ----------------- |
| Australia                       | 23                |
| Austria                         | 27                |
| Belgio (Fiandre)                | 48                |
| Canada                          | 6                 |
| Canada (rock/alternative)       | 1                 |
| Finlandia                       | 11                |
| Germania                        | 65                |
| Irlanda                         | 8                 |
| Italia                          | 16                |
| Norvegia                        | 6                 |
| Nuova Zelanda                   | 32                |
| Regno Unito                     | 4                 |
| Stati Uniti                     | 49                |
| Stati Uniti (adult alternative) | 7                 |
| Stati Uniti (alternative)       | 2                 |
| Stati Uniti (dance/electronic)  | 39                |
| Stati Uniti (mainstream rock)   | 15                |
| Svezia                          | 21                |
| Svizzera                        | 22                |